# ХЖ Карго
ХЖ Карго (пун назив на хрватском језику HŽ Cargo d.o.o.) је хрватско државно предузеће основано ради првенствено ради железничког превоза терета у домаћем и међународном промету и ради вуче возова. Али се исто тако бави издавањем складишног простора, локомотива, вагона и особља.
Хрватске железнице су првобитно подељене 2006. године на ХЖ Инфраструктура, ХЖ Путнички превоз, ХЖ Карго, ХЖ Вуча возова и ХЖ-Холдинг (која је вршила улогу кровне фирме), док је 1. новембра 2012. године подељена на ХЖ Инфраструктура, ХЖ Путнички превоз и ХЖ Карго. ХЖ Фирма Карго је започеле самостално пословање 1. јануар 2006. године.